# Erik Then-Bergh
Erik Then-Bergh   (Hannover, 3 de maig de 1916 - Baldham, 19 d'abril de 1982) va ser un pianista i educador musical alemany.

## Vida i carrera
Then-Bergh va rebre les seves primeres classes de piano a l'edat de cinc anys del seu pare i una formació addicional amb la professora de piano hanoveriana Clara Spitta (1885-1955). Va fer la seva primera aparició pública a la seva ciutat natal a l'edat de 13 anys. Més tard va estudiar piano a Frankfurt a la classe magistral d'Alfred Hoehn i després va aprofundir els seus estudis amb Carl Adolf Martienssen a Berlín. A l'edat de 20 anys va guanyar el Premi Walter Bachmann a Dresden. Va debutar el 1938 a la "Deutsche Oper Berlin" amb concerts per a piano de Beethoven i Brahms. El punt àlgid de la seva carrera va ser durant la Segona Guerra Mundial, on va tocar sota directors famosos i va guanyar el Premi Nacional de Música el 1940 com el millor pianista jove.
Després de la guerra, va realitzar extenses gires de concerts que el van portar arreu d'Europa, on va tocar sota directors famosos com Herbert von Karajan o Joseph Keilberth. El 1954 va tocar quatre concerts a Hamburg i Berlín sota el director Wilhelm Furtwängler. Furtwängler va quedar tan impressionat per ell que li va demanar que interpretés la versió revisada del seu Concert Simfònic en si menor en una gira de concerts important amb el berlinès "Philharmonikern". Tots dos van assajar i treballar junts en el treball, però la mort de Furtwängler el 30 de novembre de 1954 va fer que la gira fracassés. Llavors-Bergh va tocar aquest concert gairebé 4 anys més tard, el 25 de gener de 1958 a la sala de concerts de la Universität der Künste Berlin amb lOrquestra Filharmònica de Berlín en un homenatge a Furtwängler. El director va ser Artur Rother.
Then-Bergh no només era pianista, sinó també un educador musical compromès. Des de 1949 va ensenyar a la Universitat Folkwang de les Arts, des de 1952 al mateix temps i més tard íntegrament al "Musikhochschule München", on va ensenyar fins a la seva mort. El seu enregistrament es concentra principalment en les obres de Beethoven, Mozart i Max Reger. El 1955 es va asseure al jurat del Concurs Internacional de Piano Chopin a Varsòvia, igual que el seu mestre Alfred Hoehn el 1932 i 1937.
Then-Bergh va morir a Baldham, prop de Múnic, als 65 anys.